# Helldivers 2
Helldivers 2 je kooperativní střílečka z pohledu třetí osoby vyvinutá studiem Arrowhead Game Studios, kterou vydala společnost Sony Interactive Entertainment. Jedná se o pokračování hry Helldivers z roku 2015. Hra vyšla 8. února 2024 pro Windows a PlayStation 5.

## Hratelnost
Na rozdíl od hry Helldivers, která je shoot ’em up střílečkou, je Helldivers 2 střílečkou z pohledu třetí osoby. Podobně jako v prvním dílu si hráči mohou vybírat strategie, což jsou letecké nálety, které si hráči mohou přivolat a které zahrnují kazetové pumy, útočné věže, generátory štítů nebo zásobovací moduly obsahující speciální zbraně s omezeným použitím. Palba do vlastních řad je opět zapnutá. Systém pancéřování je inspirován skutečnými střelnými zbraněmi, kterými se střílí proti obrněným cílům. Hra obsahuje multiplayer až pro čtyři hráče, ve kterém mohou „společně prozkoumávat unikátní planety, plnit úkoly a vylepšovat své vybavení“.

## Vývoj
Dne 3. prosince 2020 studio Arrowhead Game Studios oznámilo, že pracuje na novém projektu, který by měl vyjít na PlayStation 5. Bylo potvrzeno, že půjde o střílečku z pohledu třetí osoby.
13. září 2021 byla hra zmíněna při úniku informací z GeForce Now. 24. května 2023 byla hra oznámena během akce PlayStation Showcase, kde bylo uvedeno, že hra vyjde v roce 2023. 6. července 2023 byl vydán trailer představující hratelnost. 30. července 2023 se objevily informace, že hra vyjde v říjnu 2023. Během téhož dne získala hra od ESRB rating M za „Blood and Gore“ a „Intense Violence“. 14. září 2023 byla na akci State of Play ukázána hratelnost. Během této události bylo oznámeno oficiální datum vydání stanovené na 8. února 2024. 22. září 2023 byly spuštěny předobjednávky.